# Dilukai

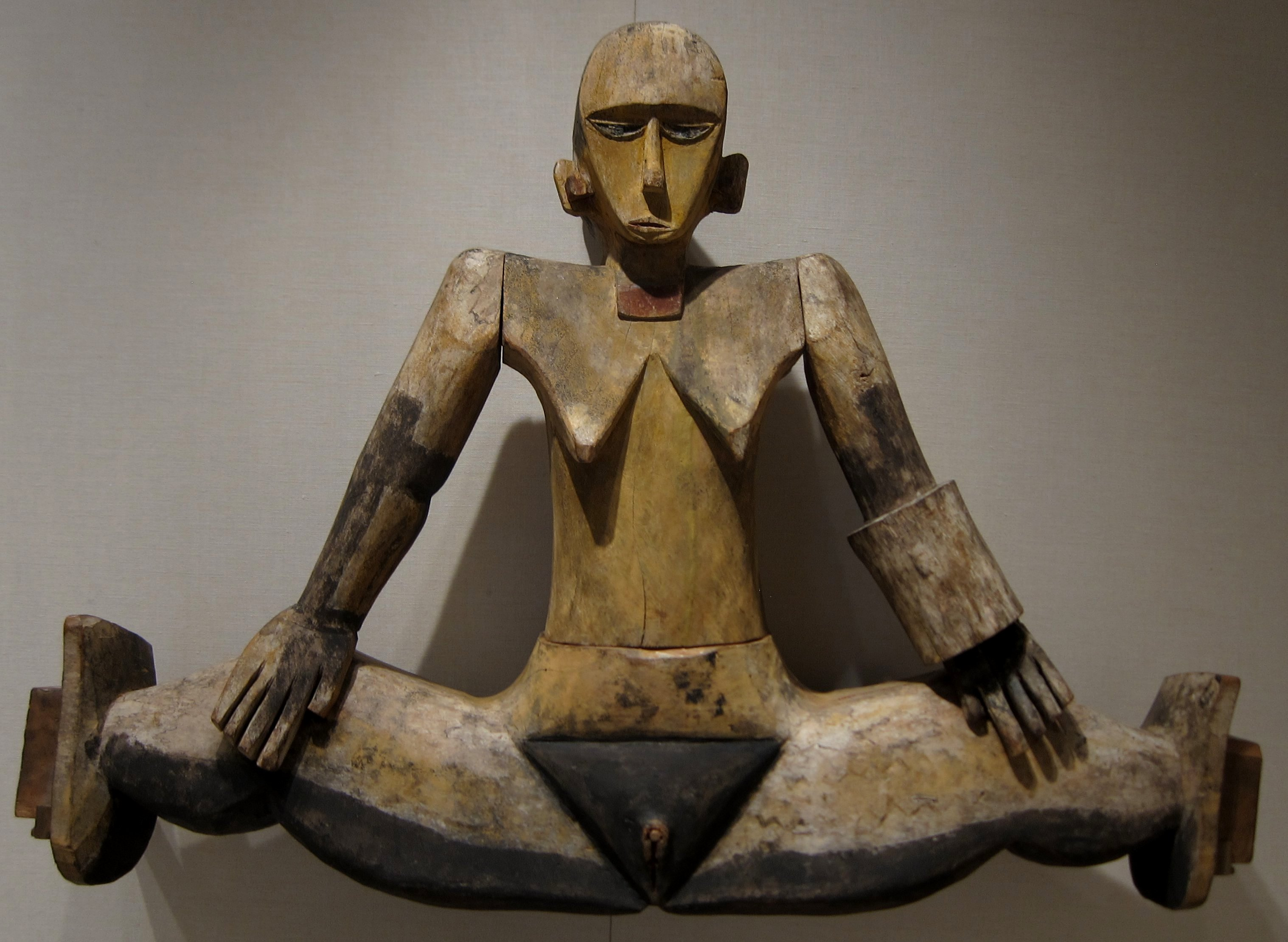
Dilukai de las islas Carolinas, Belau o Palaos, -principios del, Museo Metropolitano de Arte

Dilukai, Cultura de Palaos, Micronesia.

Dilukai (o dilukái o dilugai) son figuras de madera de mujeres jóvenes talladas en las puertas de las casas de los jefes (bai) en el archipiélago de Palaos. Se muestran típicamente con las piernas abiertas, revelando un área púbica grande, negra y triangular con las manos apoyadas en los muslos. Estas figuras femeninas protegen la salud y las cosechas de los aldeanos y protegen de los malos espíritus. Tradicionalmente eran talladas por especialistas en rituales de acuerdo con unas reglas estrictas, las cuales, si se rompían, resultarían con la muerte del tallador y del jefe. Las figuras femeninas que presentan su vulva se pueden encontrar en muchas culturas: simbolizan la fertilidad, el renacimiento (espiritual) y protegen del mal.

## Mitología
Otra explicación de Dilukai es que una mujer llamada Dilukái era la hermana de un hombre problemático llamado Atmatuyuk. Finalmente partió y estas imágenes de su hermana fueron erigidas para impedir su regreso, ya que estaba prohibido que un hermano viera los genitales de su hermana.
A los misioneros cristianos no les gustaba Dilukai, y cambiaron el contexto, afirmando que su propósito era avergonzar a una mujer inmoral.